# Izu Óšima
Izu Óšima je ostrov vulkanického původu, nacházející se v souostroví Izu v Pacifiku, asi 20 km jihozápadně od poloostrova Izu a asi 150 km jihovýchodně od Tokia, pod jehož správu patří. Je to nejseverněji umístěný ostrov souostroví Izu. Má rozměry 11×13 km a je to největší ostrov souostroví. Nejvyšší bod je struskový kužel Mihara, počet obyvatel je 8514. Prakticky celý ostrov Izu Óšima je tvořen masivním stratovulkánem, jehož vrchol je ukončen 4 km širokou kalderou.
V rámci kaldery se nachází asi 40 struskových kuželů, uspořádaných podél dvou paralelních zlomových systémů ve směru severozápad-jihovýchod. Stratovulkán je tvořen převážně bazalty, vulkanická aktivita je zaznamenána od 7. století. Poslední větší erupce se odehrála v roce 1986, když bylo evakuováno asi 12 000 lidí. Láva byla vyvrhována až do výšky 1000 m a mrak prachu a popela dosáhl výšky 16 km. Takové velké explozivní erupce pliniovského typu se opakují každých 100–150 let.
Ostrov je součástí národního parku Fudži-Hakone-Izu a je oblíbenou turistickou destinací. Vrcholový kráter je místem, kde japonská vláda pohřbila Godzillu v filmu The Return of Godzilla a také místem, kde se znovu dostane na povrch (film Godzilla vs. Biollante).